# Partenariat mondial pour l'éducation
 (janvier 2022).
La mise en forme du texte ne suit pas les recommandations de Wikipédia : il faut le « wikifier ».
Les points d'amélioration suivants sont les cas les plus fréquents :
- Les titres sont pré-formatés par le logiciel. Ils ne sont ni en capitales, ni en gras.
- Le texte ne doit pas être écrit en capitales (les noms de famille non plus), ni en gras, ni en italique, ni en « petit »…
- Le gras n'est utilisé que pour surligner le titre de l'article dans l'introduction, une seule fois.
- L'italique est rarement utilisé : mots en langue étrangère, titres d'œuvres, noms de bateaux, etc.
- Les citations ne sont pas en italique mais en corps de texte normal. Elles sont entourées par des guillemets français : « et ».
- Les listes à puces sont à éviter, des paragraphes rédigés étant largement préférés. Les tableaux sont à réserver à la présentation de données structurées (résultats, etc.).
- Les appels de note de bas de page (petits chiffres en exposant, introduits par l'outil «  Source ») sont à placer entre la fin de phrase et le point final[comme ça].
- Les liens internes (vers d'autres articles de Wikipédia) sont à choisir avec parcimonie. Créez des liens vers des articles approfondissant le sujet. Les termes génériques sans rapport avec le sujet sont à éviter, ainsi que les répétitions de liens vers un même terme.
- Les liens externes sont à placer uniquement dans une section « Liens externes », à la fin de l'article. Ces liens sont à choisir avec parcimonie suivant les règles définies. Si un lien sert de source à l'article, son insertion dans le texte est à faire par les notes de bas de page.
- La présentation des références doit suivre les conventions bibliographiques. Il est recommandé d'utiliser les modèles {{Ouvrage}}, {{Chapitre}}, {{Article}}, {{Lien web}} et/ou {{Bibliographie}}. Le mode d'édition visuel peut mettre en forme automatiquement les références.
- Insérer une infobox (cadre d'informations à droite) n'est pas obligatoire pour parachever la mise en page.

Pour une aide détaillée, merci de consulter Aide:Wikification.
Si vous pensez que ces points ont été résolus, vous pouvez retirer ce bandeau et améliorer la mise en forme d'un autre article.
Le Partenariat mondial pour l'éducation est un partenariat multipartite et une plateforme de financement qui vise à renforcer les systèmes éducatifs dans les pays en développement afin d'augmenter considérablement le nombre d'enfants scolarisés et en apprentissage.

## Histoire
Lancé en 2002, le Partenariat mondial pour l'éducation était initialement connu sous le nom d'Éducation pour tous - Initiative Fast Track. Il a été lancé pour accélérer les progrès vers l'objectif du Millénaire pour le développement d'une éducation primaire universelle d'ici 2015.
En 2013, Alice Albright est devenue directrice générale et Julia Gillard, ancien Premier ministre australien, a été nommée présidente du conseil d'administration du PME. Elle a mené à bien la deuxième reconstitution des ressources du GPE pour 2015-2018, qui a permis de recueillir 28,5 milliards de dollars de nouveaux engagements de la part des pays en développement et des partenaires donateurs. Dans ce rôle, Rihanna a encouragé les dirigeants mondiaux et les décideurs politiques à renforcer leur soutien à l'éducation mondiale et à l'éducation dans les situations d'urgence par le biais du GPE.
Depuis sa création, le GPE est passé d'un partenariat avec 7 pays en développement en 2002 à près de 70 pays en 2019.

## Portée et objectifs
Le PME aide près de 70 gouvernements de pays en développement à élaborer des plans sectoriels d'éducation de bonne qualité. Le GPE soutient les nations où le nombre d'enfants non scolarisés est élevé et où les taux d'achèvement de la scolarité sont faibles. Le PME s'efforce également d'atteindre les enfants les plus marginalisés et les plus vulnérables, notamment les filles, les enfants handicapés et ceux qui vivent dans des pays caractérisés par une extrême pauvreté et/ou des conflits. Près de 50 % des fonds du PME vont à des pays touchés par la fragilité et les conflits.
Le GPE mobilise le soutien financier des pays donateurs, des organisations internationales, du secteur privé et de la philanthropie pour renforcer les systèmes éducatifs des pays en développement. Le GPE encourage également les pays en développement partenaires à allouer 20 % de leur budget national à l'éducation, avec une proportion importante (45 %) pour l'enseignement primaire. Depuis 2003, le PEM a reçu 5,7 milliards de dollars US des donateurs.